# ادوبی فریم‌میکر
ادوبی فریم میکر (به انگلیسی: Adobe FrameMaker) یک برنامه کاربردی برای پردازش متن و نشر رومیزی می‌باشد، این نرم‌افزار توانایی ایجاد و کار با سربرگ، ته برگ، گرافیک‌ها، جداول، پاراگراف‌ها، محتوای شرطی و بسیاری از دیگر موارد را داراست.